# 李天葆
李天葆（Lee Tian Poh，1969年—），馬來西亞作家。

## 生平
1969年生于吉隆坡，中国厦门大学海外函授学院语文专科毕业，曾任独中教师。作品曾获客联小说奖、乡青小说奖、第二届优秀青年作家奖、云里风年度优秀作家佳作奖等。出版小说集《桃红秋千记》、散文集《红鱼戏琉璃》及《红灯闹语》。曾在各报刊杂志撰写专栏，如《当今大马》<都门梦呓>，以其绵密的文字，书写老吉隆坡的点滴。
李天葆深受张爱玲与鸳鸯蝴蝶派等文学影响，然而这却引起学术界与文学界的批评。学者林春美表示：“尽管李天葆仿张爱玲‘借一点时代的气氛’，在小说中引入了时代与空间的讯息，然而对张式的没落贵族情调语言的过于耽溺，却使他的小说情境陷入并非旧上海，又不像老南洋的奇幻境界。因此，尽管李天葆在小说中埋置许多现实符码，其‘本土性’在华丽美学的连环套中，却始终还是处于游移状态。”

## 得獎年表
- 1990年客联小说首奖
- 1990年乡青小说首奖
- 1993年第二届花踪小说首奖
- 1996年第二届优秀青年作家奖
- 2009年第三十二屆時報文學獎評審獎

## 著作年表
- 散文集《红鱼戏琉璃》（1992）
- 小说集《桃红秋千记》（1993）
- 散文集《红灯闹语》（1995）
- 小说《南洋遗事》（1999）
- 小说集《民间传奇》（2001）（大将出版社）
- 小说集《槟榔艳》（2002）（一方出版）
- 长篇小说《盛世天光》（2006）（麦田版）
- 小说《绮罗香》（2010）（麦田出版社）
- 散文《珠帘倒卷时光》（2012）（山东画报出版社）
- 小说《浮艳志》（2014）（麦田）

## 研究現狀
- 陳顯恩〈浮世與狎邪：李天葆小說對「鴛鴦蝴蝶派」的傳承與變異〉，宣讀於「異代新聲：馬華文學與文化研究生國際研討會」，臺北：國立臺灣大學中文系會議室，2018年3月24日—25日。刊熊婷惠，張斯翔，葉福炎編《異代新聲：馬華文學與文化研究集稿》，高雄：中山大學人文研究中心，2019年5月，頁133—154。[ISBN 9789860589047]
- Liew, Zhou Hau, "The Spectral Nanyang: Recollection, Nation, and the Genealogy of Chineseness" (PhD, University of Pennsylvania, 2017).
- 林春美〈州府人物連環套：李天葆與張愛玲〉，《新紀元學院學報》第3期，2006年7月。
- 方美富〈尋求失去的時間——李天葆的精神樂園〉，《東方日報·東方文藝》 (2004年11月30日、12月7日、12月14日、12月21日)